# William Carnegie
William Carnegie, 7e comte de Northesk, né le 19 avril 1758 à Édimbourg et mort le 28 mai 1831 à Westminster est un amiral et homme politique britannique.
Fils de l'amiral George Carnegie (6e comte de Northesk), il entre dans la Royal Navy en 1771 et sert lors des guerres d'indépendance américaine, de la Révolution française et de l'Empire.
Il termine sa carrière au grade d'amiral, avec le titre honorifique de contre-amiral du Royaume-Uni et chevalier Grand-Croix de l'Ordre du Bain.